# Da widna
Da widna (belarussisch Да відна ‚Bis zum Morgengrauen‘, englische Transkription Da vidna) ist ein Popsong in belarussischer Sprache, der von der belarussischen Gruppe VAL interpretiert wurde und der belarussische Beitrag zum Eurovision Song Contest 2020 in Rotterdam sein sollte.

## Hintergrund und Inhaltliches
Am 27. Februar 2020 gewann die Gruppe VAL die belarussische Fernsehshow Eurofest 2020, die die Vorentscheidung zum Eurovision Song Contest 2020 war. Der Titel gewann, obwohl er nur die jeweils zweithöchsten Wertungen von Jury und Televoting erhielt.
Die Musik wurde vom Duo selbst komponiert, bestehend aus Uladsislau Paschkewitsch und Waleryja Hrybussawa. Den Text schrieb Mikita Najdsjonau. Die Produktion und das Arrangement erfolgte durch das Team ToneTwins, welches auch den belarussischen Grand-Prix-Titel „Story of My Life“ (2017) produzierte. Das Albumcover entwarf Uladsimir Koupak.
Laut der Band ist es ihr erster Titel, der in belarussischer Sprache gehalten ist. Hrybussawa wollte das Lied in der Landessprache singen, weil der Eurovision Song Contest ein politischer Wettbewerb sei und sie ihre Kultur repräsentieren wollte. Paschkewitsch habe sich ursprünglich gegen eine Teilnahme am Wettbewerb ausgesprochen, änderte jedoch seine Meinung, als er zu der Ansicht gelangt sei, das Lied sei passend hierzu. Inhaltlich gehe es um ein Mädchen, das zwangsverheiratet wurde, jedoch mit ihrer Situation unzufrieden wird und bald merkt, dass es nicht nur ihr so gehe. Die Sängerin erklärte, dass der Titel feministisch inspiriert sei, da die Frau darüber entscheiden solle, mit welchem Mann sie zusammenkommt.
Man habe bereits vor einem Jahr mit dem Entwurf begonnen, aber die endgültige Fassung wurde erst kurz vor dem Eurofest fertiggestellt. Najdsjonau, der Texter, gab die bald ablaufende Einreichungsfrist als Grund für die Inspiration zum Text an.

## Rezeption
Die Kritik fiel überwiegend negativ aus. Eurovisionary führte aus, dass der Titel langweilig bzw. nicht einprägsam sei. Zu einem ähnlichen Ergebnis kam auch ESCXtra. Laut Wiwibloggs sei der Song für viele Hörer einfach gestrickt, jedoch für Belarus der Schritt in eine komplett neue und unentdeckte Richtung. Positiv wurde jedoch in allen Magazinen bewertet, dass der Song in der Landessprache gesungen werde.

## Beim Eurovision Song Contest
Belarus hätte im ersten Halbfinale des Eurovision Song Contest 2020 mit diesem Lied auftreten sollen. Aufgrund der fortschreitenden COVID-19-Pandemie wurde der Wettbewerb jedoch abgesagt.

## Veröffentlichung
Die Single wurde als Download und Musikstream am 27. Januar 2020 veröffentlicht. Am 21. Februar erschien eine Akustikversion.